# ADP-リボシル-(二窒素レダクターゼ)ヒドロラーゼ
ADP-リボシル-[二窒素レダクターゼ]ヒドロラーゼ(ADP-ribosyl-[dinitrogen reductase] hydrolase、EC 3.2.2.24)は、以下の化学反応を触媒する酵素である。
ADP-D-リボシル-[二窒素レダクターゼ] {\displaystyle \rightleftharpoons } ADP-D-リボース + [二窒素レダクターゼ]
従って、この酵素の基質はADP-D-リボシル-[二窒素レダクターゼ]、生成物はADPリボースと二窒素レダクターゼである。
この酵素は加水分解酵素に分類され、特にN-グリコシル化合物を加水分解するグリコシラーゼである。系統名は、ADP-D-リボシル-[二窒素レダクターゼ] ADP-リボシルヒドロラーゼ)(ADP-D-ribosyl-[dinitrogen reductase] ADP-ribosylhydrolase)である。